# Laurits Saltveit
Laurits Saltveit, född 1913 i Haugesund, död 1999, var en norsk germanist.
Saltveit blev filosofie doktor 1962 och tjänstgjorde som professor i tysk filologi vid Universitetet i Oslo från 1963 till 1983. Han forskade inom modern och historisk tysk lingvistik (Studien zum deutschen Futur, 1962) och tyskans dialekter, i synnerhet lågtyskan.